# Поляничко, Анатолий Георгиевич
Поляничко Анатолий Георгиевич (17 ноября 1937, г. Пятигорск, Орджоникидзевский край, РСФСР — 12 ноября 2020) — советский и казахстанский дирижер, военный дирижёр, хормейстер, аранжировщик, концертмейстер, художественный руководитель Ансамбля песни и пляски Советской Армии Среднеазиатского военного округа (САВО). Заслуженный артист Казахской ССР

## Биография
3 июня 1940 года усыновлен семьей сотрудников НКВД — Поляничко (Бережнова) Татьяной Филипповной (терская казачка) и Поляничко Георгием Сергеевичем (украинец) в г. Пятигорск, Орджоникидзевский край.

Настоящая дата рождения 21 февраля 1938 г. Хабаровск, Дальневосточный край,  РСФСР.

По рождению — Василин Васильевич Блюхер. В семье называли Лин, Линушка.

Отец — Василий Константинович Блюхер. Маршал СССР, командующий Особой Краснознамённой Дальневосточной армией.

Мать — Глафира Лукинична Безверхова-Блюхер. Посвятила сыну Василину свою книгу «ВОСПОМИНАНИЯ О МУЖЕ - МАРШАЛЕ В.К.БЛЮХЕРЕ». Книга издана в 1996 г. при непосредственном участии Светланы Владимировны Павловой — историк, заведующая музея «Штаб-квартира В. К. Блюхера» в г. Тюмени.

Василин Васильевич Блюхер вместе с семьёй был арестован 22 октября 1938 года на территории дачи, отдельного дома с четырьмя квартирами для каждого маршала СССР, рядом с домом Ворошилова, г. Сочи, «Бочаров ручей».

Со старшей сестрой Ваирой Васильевной Блюхер, Василин в 8-ми месячном возрасте был направлен сотрудниками НКВД в г. Краснодар, куда их доставила в сопровождении сотрудников няня Василина — Анастасия Черноземцева. Василин сдан в детские ясли Наркомздрава СССР г. Краснодар, ул. Пашковской 42. Осенью 1939 г. доставлен в семью усыновителей г. Пятигорск, где находился 6 месяцев до официального усыновления.
Болел редким заболеванием фотодерматозом (фотодерматитом), вид — солнечная экзема, как и его отец Василий Константинович.

### Детство
Во время оккупации г. Пятигорска нацистской Германией вместе с семьей начальника НКВД вынуждены скрываться от гестапо.
После освобождения от фашистов, Пятигорск стал городом-госпиталем.
В 5-летнем возрасте выступал в госпиталях перед раненными бойцами, читал стихотворение «Бородино» М.Ю. Лермонтова.

### Образование
- В 1955 г. окончил с отличием среднюю мужскую школу, победитель городских олимпиад по французскому языку, спортсмен, капитан сборной школы по волейболу, футболу, баскетболу г. Пятигорск.
- В 1955 г. окончил с отличием музыкальную школу по классу баяна и аккордеона, педагог Миесеров Александр Минаевич, директор школы Леонид Алексеевич Яресько г. Пятигорск.
- В 1969 году окончил с красным дипломом заочное отделение музыкального училища имени П. И. Чайковского по классу хоровое дирижирование г. Алма-Ата. Это первое в Казахстане музыкальное учебное заведение[7].
- В 1969 году поступил на заочное отделение в консерваторию им. Курмангазы г. Алма-Ата[8] по классу хоровое дирижирование. Имея профессиональный опыт хормейстера, на вступительном экзамене по академическому хоровому дирижированию подготовил хор с произведением «Dies Irae» Requiem, В. А. Моцарта. Видео. Признан уникальным случаем в истории консерватории и высоко оценен экзаменационной комиссией — букетом цветов в вазе со стола комиссии. Это был последний набор на курс в связи с упразднением заочного отделения и академический отпуск был невозможен. Окончил 1,5 курса с отличием, выехать на сессию и продолжить обучение не смог по семейным обстоятельствам, болезнью жены.

### Профессиональная деятельность

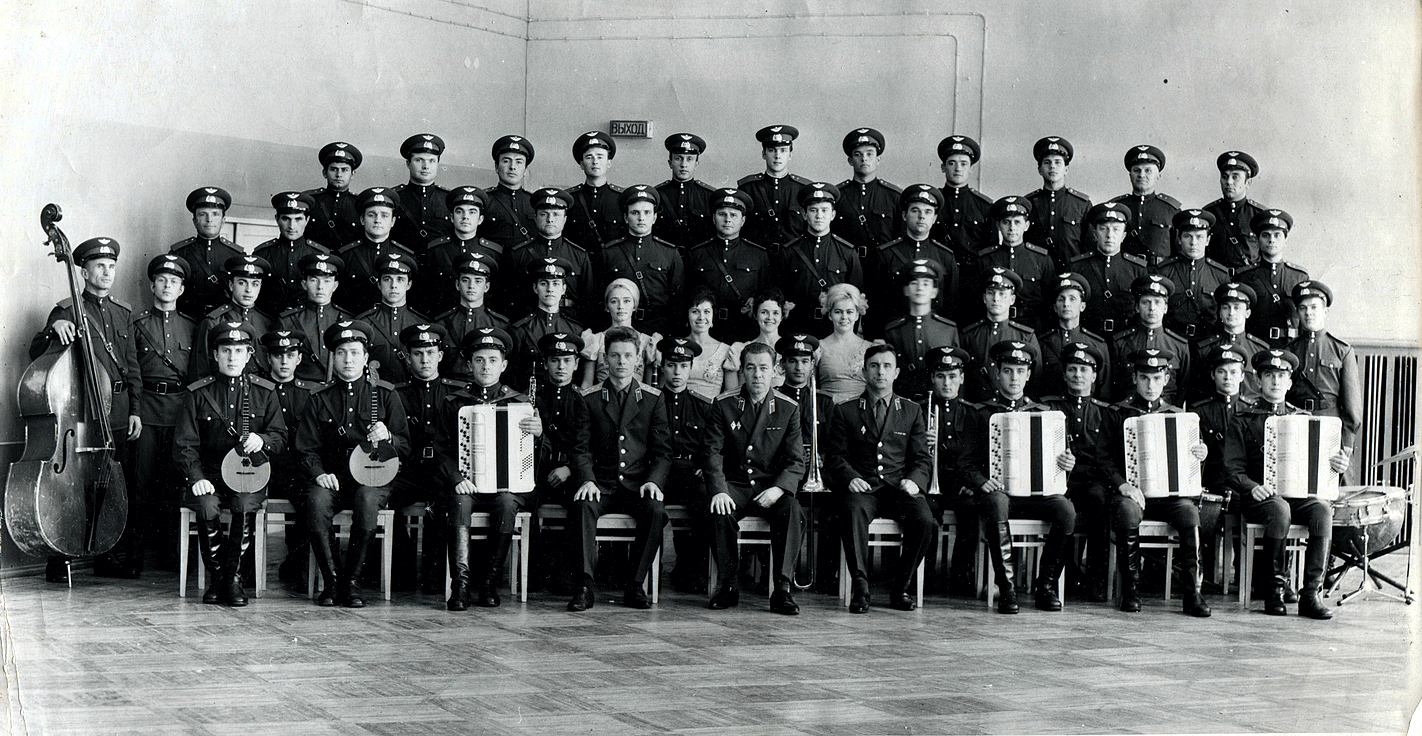
Ансамбль песни и пляски СА Среднеазиатского военного округа.
1-й ряд слева направо:
4-й хормейстер Поляничко А. Г.,
нач. ансамбля Фоменков В. П.,
зам. ансамбля Пустовалов В. Ф.

- В 1955—1956 — работал баянистом в Терском казачьем ансамбле песни и пляски «Терек», который был создан в 1955 году худ. руководителем и дирижером Л. А. Яресько[9]. В феврале 1956 г. с ансамблем «Терек» участвовал в заключительном смотре художественной самодеятельности профсоюзов г. Москва. По совместительству работал в парке культуры и отдыха им. С. М. Кирова г. Пятигорск и в художественной самодеятельности аэропорта г. Минеральные Воды.
- С 1956 по 1964 — служба в ансамбле песни и пляски Советской Армии в группе Советских войск в Германии, баянист. г. Магдебург
- С 1964 по 1988 — служба в ансамбле песни и пляски Советской Армии Среднеазиатского военного округа (САВО) баянистом, хормейстером, дирижёром, концертмейстером, аранжировщиком, художественным руководителем. Аранжировщик и хормейстер знаменитой песни «Балхашский вальс» в исполнении ансамбля песни и пляски Советской Армии САВО, солист — заслуженный артист Казахской ССР Буйневич Ф. А.. Музыка — начальника ансамбля Фоменкова В. П., слова — генерального конструктора Кисунько Г. В..
- В начале 70-х годов был приглашен на должность хормейстера Ансамбля песни и пляски Советской Армии Краснознамённого Дальневосточного военного округа, ОДОСА ул. Шевченко 20, г. Хабаровск. Не зная, что это его родной город.
- Во второй половине 70-х годов был приглашен на должность хормейстера в Государственный академический русский народный хор им. М. Е. Пятницкого.
- Профессиональный настройщик, реставратор музыкальных инструментов: рояль, фортепиано, клавесин.

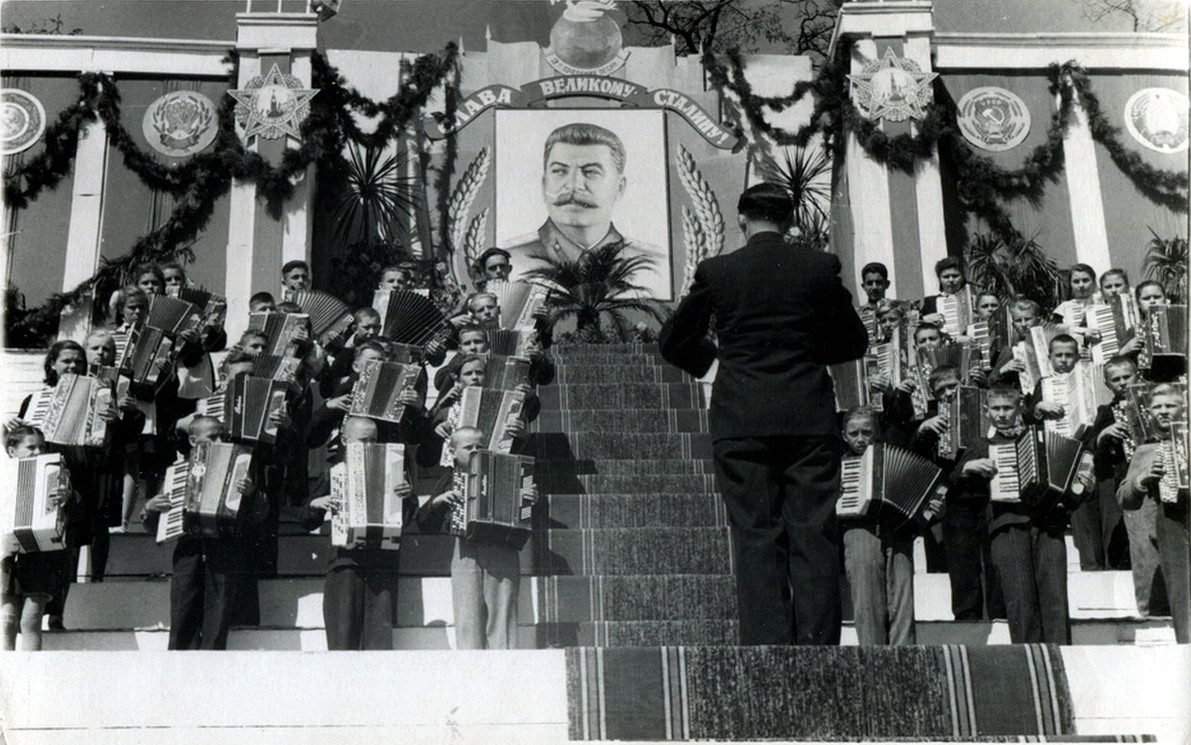
Муз. школа на фестивале в парке культуры и отдыха Пятигорск 1952 г. Левая колонна баянистов,
2-й ряд сверху,
1-й справа: Поляничко А. Г.
Дирижирует: Миесеров А. М.

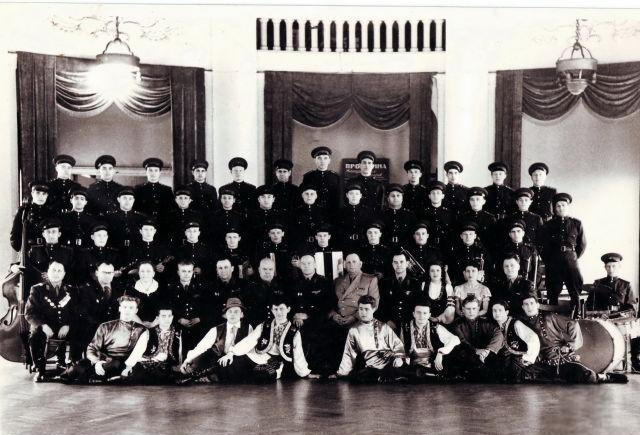
Ансамбль песни и пляски СА с командованием ГСВГ 3 армии 1960 г.
3-й ряд: слева от баяниста с белым баяном — Поляничко А. Г.
2-й ряд снизу: слева пятый — генерал армии Третьяк И.М., маршал СССР Якубовский И. И., генерал-лейтенант Фроленков А. Г., генерал-полковник Горчаков П. А.

### Работа на телевидении
С 1974 по 1986 годов — автор и ведущий музыкальной телепрограммы «Встреча с музыкой» на телевизионной студии «Юность» полигона в/ч 03080

### Хобби
Отличное владение французским языком, чтение и письмо в оригинале.
Создал собственную систему-каталог по совершенствованию владением французского языка.

### Семья
- Жена: Поляничко (Белякова) Нина Александровна, директор торгового центра «Бирюса» военторг № 499
- Дети: сын — Игорь Анатольевич, врач; дочь — Ольга Анатольевна
- Внуки: Игорь Игоревич Поляничко, Никита Сергеевич Евсиков, Данила Игоревич Поляничко
- Названная внучка: Ирина Александровна Некрасова (Седакова)

### Награды и звания
- Юбилейная медаль «Двадцать лет Победы в Великой Отечественной войне 1941—1945 гг.» (1965)
- Медаль «За освоение целинных земель» (1968)
- Медаль «50 лет Вооружённых Сил СССР» (1968)
- Медаль «60 лет Вооружённых Сил СССР» (1978)
- Медаль «70 лет Вооружённых Сил СССР» (1988)
- Медаль «За безупречную службу» I степени (1977)
- Медаль «За безупречную службу» II степени (1971)
- Медаль «За безупречную службу» III степени (1967)
- Заслуженный артист Казахской ССР (1981)